# Bernhard Almstadt
Bernhard Almstadt (* 23. August 1897 in Linden; † 6. November 1944 im Zuchthaus Brandenburg-Görden) war ein deutscher KPD-Funktionär und Widerstandskämpfer.

## Leben
Bernhard Almstadt wurde als dreizehntes Kind in der Familie des Schuhmachers Wilhelm Almstadt geboren. Bereits während des Besuchs der Volksschule trug er als Botenjunge und Bademeistergehilfe zum Familienunterhalt bei. Er absolvierte dann eine kaufmännische Ausbildung und arbeitete als Angestellter. 1913 wurde er Mitglied der Arbeiterjugendbewegung und des Arbeitersportvereins „Fichte“. 1916 wurde er zum Militärdienst eingezogen und desertierte im August 1918 von seinem Truppenteil in Frankreich. Er kehrte nach Hannover zurück, schloss sich der antimilitaristischen Spartakusgruppe an und lebte bis zur Novemberrevolution illegal. Durch den Zusammenschluss der Internationalen Kommunisten Deutschlands und der Berliner Spartakusgruppe zur KPD wurde er deren Gründungsmitglied. Bereits 1918 gründete er zusammen mit Karl Fugger die „Freie Sozialistische Jugend“ in Hannover, aus der dann der Kommunistische Jugendverband Deutschlands entstand. Er arbeitete in den ersten Nachkriegsjahren bei Hanomag und war dort von 1920 bis 1922 Jugendvertreter. 1922 besuchte er die 1. Reichsparteischulung der KPD in Berlin und wurde anschließend hauptamtlicher KPD-Funktionär, ab Herbst 1923 als Leiter des KPD-Bezirks für das Land Braunschweig. 1924 wurde er Geschäftsführer der KPD-Zeitung Tribüne in Magdeburg. 1927 wurde er dann als Geschäftsführer der KPD-Zeitung nach Hagen gesandt und hatte im Ruhrgebiet weitere politische und administrative Funktionen.
1930 wurde Almstadt von der KPD-Zentrale nach Berlin geholt als Geschäftsführer des Arbeiter-Sport-Verlages. Er wurde Mitglied des Sekretariats der Reichsleitung der Kampfgemeinschaft für Rote Sporteinheit. Ab 1933 gehörte er zu deren illegaler Reichsleitung. Bernhard Almstadt war zusammen mit Paul Zobel einer der führenden Organisatoren der Arbeitersportler im antifaschistischen Widerstand. Im Oktober 1933 wurde er verhaftet und zu einer zweijährigen Zuchthausstrafe verurteilt. Nach seiner Entlassung aus dem Zuchthaus Luckau wurde er Leiter der Einkaufsabteilung bei der Deutschen Schlauchbootfabrik und reaktivierte seine alten Kontakte, wie auch die, die er in Luckau gewonnen hatte, wie die zu Robert Uhrig und Wilhelm Guddorf. Während des Zweiten Weltkriegs stand er mit mehreren kommunistischen Widerstandsgruppen im Kontakt. Dazu gehörten auch die Gruppen um Anton Saefkow und Franz Jacob.
Zusammen mit seiner Frau Erna (* 28. Dezember 1898 in Hannover; † 9. März 1990 in Berlin) beteiligte sich Almstadt an der Verbreitung der illegalen Zeitung Die Innere Front, leistete Kurierdienste zwischen Berlin, Hannover und dem Ruhrgebiet und versorgte in der Illegalität Lebende mit Lebensmitteln und Quartieren.
Durch einen Gestapo-Spitzel wurde das Umfeld der Kontakte von Anton Saefkow Anfang Juli 1944 verraten. Am 12. Juli 1944 wurde auch Bernhard Almstadt verhaftet, am 19. September 1944 zusammen mit Erwin Nöldner und Arthur Weisbrodt vom Volksgerichtshof zum Tode verurteilt und am 6. November 1944 im Zuchthaus Brandenburg-Görden hingerichtet.

## Ehrungen
- In Berlin-Mitte wurde am 31. Mai 1951 die vormalige Grenadierstraße Almstadtstraße nach Bernhard Almstadt benannt.
- Im Jahr 2002 wurde die von der Dornröschenbrücke zur Spinnereistraße führende Wegeverbindung im hannoverschen Stadtteil Linden-Nord Almstadtweg benannt nach „[…] einem der führenden Widerstandskämpfer“ und dessen Ehefrau Erna.[2]